# Ken Currie
Ken Currie (nascut el 1960 a North Shields, Northumberland, Anglaterra) és un artista escocès llicenciat a la Glasgow School of Art (1978 - 1983). Ken va viure a la zona industrial de Glasgow i això influí significativament en les seves obres primerenques. El 1980 Currie va produir una sèrie de feines que romantitzava la descripció de Red Clydeside heroica de Dockworkers, Shop-stewards i el nucli urbà al llarg de River Clyde. Aquestes obres eren també eren una resposta a les polítiques de la llavors Primera ministra britànica Margaret Thatcher a qui considerava l'amenaça més gran a la cultura obrera.

## Obres
Les pintures de Currie mostren un interès profund en el cos (físic i metafòric) i el "terror" de la mortalitat. Les seves obres són principalment concernides al voltant del cos humà i com aquest és afectat per la malaltia, envelliment i lesió física. Estretament relacionat amb aquests temes, la seva obra tracta assumptes socials i polítics i qüestions filosòfiques. Tot i que moltes de les imatges tracten qüestions metafísiques no presenten figures, i no se suggereixen tampoc figures humanes.
Ha sigut etiquetat com un nou dels "New Glasgow Boys" juntament amb Peter Howson, Adrian Wiszniewski i Steven Campbell que van estudiar junt amb ell a la Glasgow School of Art.
La seva obra Glasgow History Mural va ser encarregada en el 200è aniversari de la massacre de Calton weavers el 1787 i està exposada al People's Palace.
Ocasionalment ha treballat com a retratista. Three Oncologists (2002) és a la col·lecció de la Scottish National Portrait Gallery; i representa el Professor Robert J Steele, el Professor Sir Alfred Cuschieri i el Professor Sir David P Lane, tres doctors de Ninewells Hospital, a Dundee, en una "captura espectral" que reflecteixen la por popular al càncer.
Currie va ser comissionat per la Universitat d'Edimburg per pintar un retrat de Peter Higgs, el físic teòric, el qual va ser exposat l'any 2009. És un "retrat reticent", i això que era només el seu segon retrat.
Va dir, referint-se al Bosó de Higgs, "estic molt interessat per la feina de Peter. Jo no volia ni per un segon reclamar ni agafar res de la seva teoria, però entenc el sublim, hi ha una qualitat sublim en tot ell, una bellesa, una qualitat extraordinària. En alguns aspectes, el tema és bastant terrorífic".
Les obres de Kerrie es poden veure a les col·leccions de la National Gallery of Modern Art a Edinburg, la National Library of Scotland a Edinburgh, la New York Public Library, el Centre d'Art Britànic de Yale a New Haven, el Campbelltown City Bicentennial Art Gallery a Australia, el Boston Museum of Fine Art, l'Imperial War Museum a Londres, la Gulbenkian Foundation a Lisboa, el British Council a Londres, i ARKEN el Museum of Modern Art a Copenhagen.

### Catàlegs d'exposició
- Ken Currie: Tragic Forms [Catalogue of the exhibition held at Flowers 2016] London.
- Ken Currie: Immortality [Catalogue of the exhibition held at Flowers 2010] London.
- Ken Currie: Animals [Catalogue of the exhibition held at Flowers 2008] London.

### Monografies
- Tom Normand, Ken Currie: Details of a Journey, Lund Humphries Publishers (1 June 2002), ISBN 0853318360
- Ken Currie, Ken Currie Painting & Sculpture, 1995–96, Panart Publishing Limited (1 January 1996) ISBN 1901340007
- Harrison, J. and Topp, G. (1995) Ken Currie: The Fourth Triptych and Other Works. Cleveland County Council.